# Eueana
Eueana es un género de polillas de la familia Geometridae, erigido por el entomólogo británico Louis Beethoven Prout en 1912. Se encuentra distribuido en Florida, Cuba y la isla Guadalupe.

## Especies
Eueana cuenta con dos especies:
- Eueana niveociliaria (Herrich-Schäffer, 1870)
- Eueana simplaria Herbulot, 1986